# Reggie Bullock
Reggie Bullock   (Kinston, 16 de març de 1991) Reginald Ryedell "Reggie" Bullock és un jugador de bàsquet nord-americà que pertany a la plantilla de Los Angeles Lakers de l'NBA. Amb 2,01 metres d'alçada, juga en la posició d'escorta encara que també pot jugar d'aler.